# Fritz Hagmann
Fritz Hagmann (né le 28 mars 1901 et mort le 14 décembre 1974) est un lutteur sportif suisse.

## Biographie
Fritz Hagmann obtient une médaille d'or olympique, en 1924 à Paris en poids moyens.

## Palmarès

### Jeux olympiques
- Jeux olympiques d'été de 1924 à Paris
  -  Médaille d'or en -79 kg